# Juan Diego Requena Ruiz
Juan Diego Requena Ruiz, (Santisteban del Puerto, Jaén, 24 de noviembre de 1980), Ingeniero Químico y Político Español del Partido Popular. Miembro de su Comité Ejecutivo Nacional.
Ha sido Alcalde de Santisteban del Puerto desde 2011 hasta 2022. Diputado en la Diputación Provincial de Jaén. Presidente del Partido Popular de Jaén.
Desde noviembre de 2019 es Diputado en el Congreso de los Diputados por Jaén. 
Actualmente Diputado en las Cortes Generales por Jaén, en la XIV Legislatura.

## Biografía
Juan Diego Requena nace en 1980 en la Villa de Santisteban del Puerto (JAÉN), en donde cursa sus estudios de Primaria en el Colegio Bachiller Pérez de Moya, y el BUP y el COU en el Instituto de Bachillerato Cardenal Merino.
En 2004 se gradúa como Ingeniero Químico en la Universidad de Málaga, su actividad profesional ha estado vinculada a la obra civil, participando en la construcción de las Líneas de Alta Velocidad Madrid - Levante, concretamente en los tramos Motilla del Palancar – Iniesta y Monforte del Cid – La Alcoraya, así como en el trazado de la carretera Sorihuela del Guadalimar - Villanueva del Arzobispo.

## Carrera Política

### Inicios
En 2011, se incorpora al servicio público como alcalde de Santisteban del Puerto, tras ganar las elecciones de mayo de ese año. En la siguiente legislatura revalida su cargo, al vencer en las elecciones de 2015. En las elecciones de 2019 vuelve a obtener mayoría absoluta.

### Diputación Provincial de Jaén
En la constitución de la Corporación Provincial de Jaén de 2015, consigue su acta de diputado por el Partido Judicial de Villacarrillo. Cargo que repetiría en 2019. 

### Congreso de los Diputados
De diputado Provincial ejerció hasta ser designado como número uno del Partido Popular por Jaén para concurrir a las elecciones generales del 10 de noviembre de 2019, en las que consiguió el Acta de Diputado a Cortes Generales por la Provincia de Jaén, formando parte del Congreso de los Diputados durante la legislatura número XIV, hasta que este se disuelve en mayo de 2023.
En las elecciones generales del 23 de julio de 2023, revalida su acta como diputado por la misma circunscripción 

#### Actividad Parlamentaria
Durante esta etapa, ha sido Portavoz de Energía del Partido Popular en la Comisión de Transición Ecológica y Reto Demográfico y vocal en la Comisión de Agricultura.
Desde el 3 de abril de 2022, es el Secretario de Energía del Partido Popular a nivel nacional.
Numerosas han sido sus ponencias en el Congreso:
- Ponente del Proyecto de Ley por la que se regulan el sistema de gestión de la Política Agrícola Común y otras materias conexas.

- Ponente del Proyecto de Ley de cambio climático y transición energética.
- Ponencia encargada de las relaciones con el Consejo de Seguridad Nuclear.
- Ponente del Proyecto de Ley de declaración del Parque Nacional de la Sierra de las Nieves.
- Ponente del Proyecto de Ley por la que se crea el Fondo Nacional para la Sostenibilidad del Sistema Eléctrico.